# ピエール・ドルレアン (パンティエーヴル公)

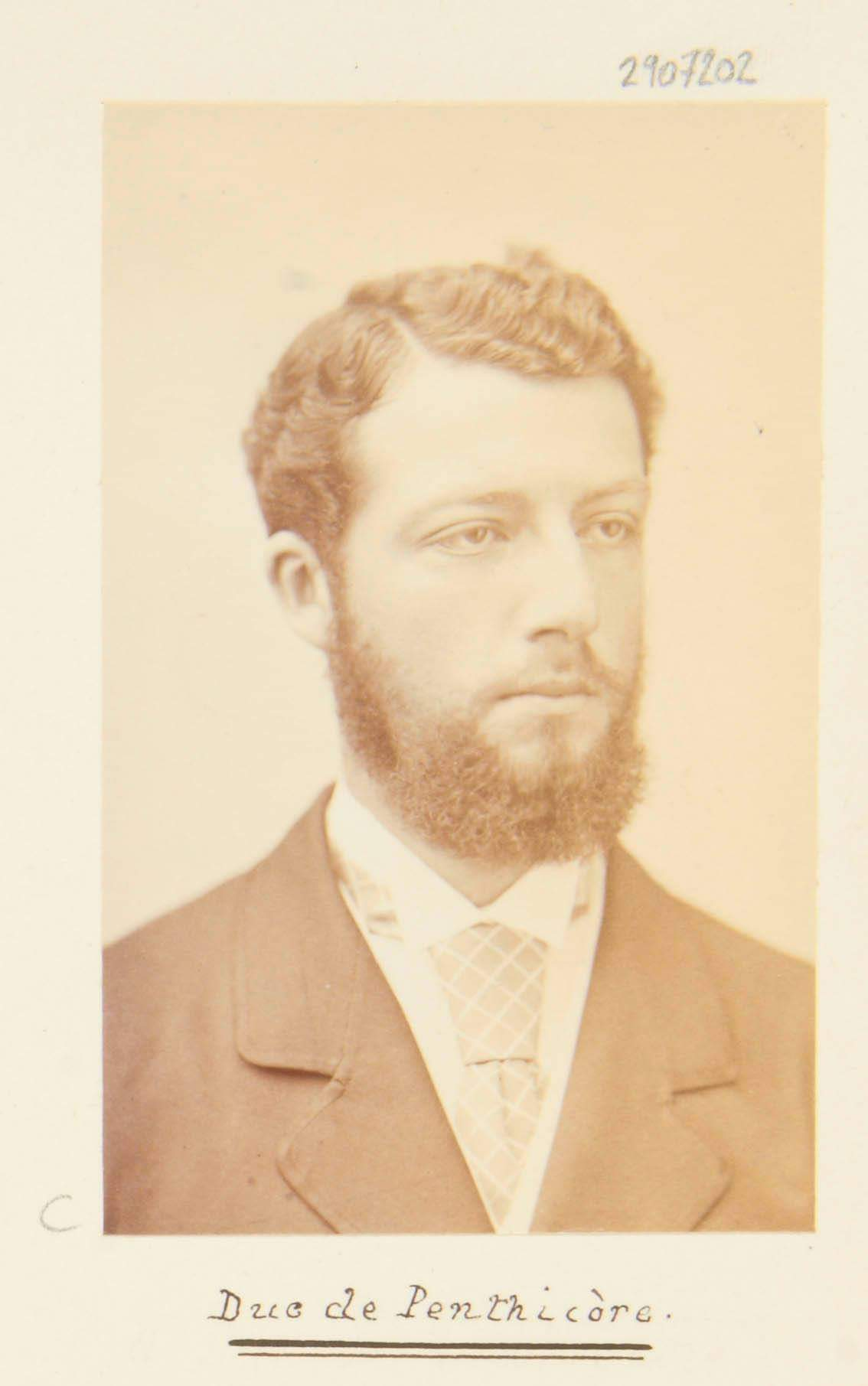
パンティエーヴル公ピエール、1870年頃

ピエール・フィリップ・ジャン・マリー・ドルレアン（Pierre Philippe Jean Marie d'Orléans, duc de Penthièvre, 1845年11月4日 サン＝クルー - 1919年7月17日 パリ）は、アメリカ合衆国及びフランス共和国の海軍軍人。フランス王ルイ・フィリップ1世及びブラジル皇帝ペドロ1世の孫。パンティエーヴル公。

## 生涯
ルイ・フィリップ王の三男ジョアンヴィル公フランソワと、ブラジル皇帝ペドロ1世の娘フランソワーズの間の長男としてサン＝クルー城で誕生。1848年のフランス革命による祖父の退位に伴い、オルレアン家はフランスを追われたが、ピエールは亡命地イギリスで幸福で穏やかな少年時代を送った。父の監督のもと、姉フランソワーズやいとこたちと一緒に家庭教師による初等教育を受けた。1859年、1歳年長の従兄アランソン公フェルディナンとともに、スコットランド・エディンバラのロイヤル・ハイスクールに送られ中等教育を受けた。

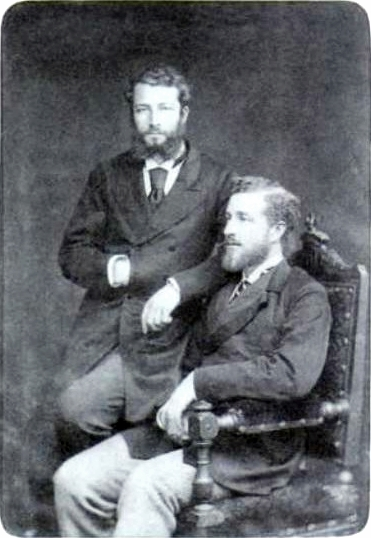
ピエール（左）と同い年の従兄弟ザクセン＝コーブルク公子ルートヴィヒ・アウグスト、1870年頃

1860年代初め、母方叔父のブラジル皇帝ペドロ2世が後継者となる長女イザベルと次女レオポルディナの夫探しを始め、姉夫婦であるジョアンヴィル公夫妻に候補を紹介してくれないかと相談した。ジョアンヴィル公夫妻は候補者として自分たちの息子ピエールと、甥のフランドル伯フィリップを推した。2人の王子の属するオルレアン家及びベルギー王家は自由主義的な家風で知られ、自由主義者のブラジル皇帝にとっては政治志向上も都合のよい候補だった。ピエールはペドロ2世の甥であり、元々ブラジル帝位の潜在的な継承権保有者でもあった。しかしピエールは海軍軍人としてのキャリアを優先しようと考え、フランドル伯も欧州を離れアメリカ大陸に渡ることを嫌がったため、2人の王子はどちらもブラジル皇女との縁談を辞退した。結局、ブラジル皇女たちの夫には、2人の王子の従兄弟であるウー伯ガストンとザクセン＝コーブルク公子ルートヴィヒ・アウグストが選ばれている。
海軍軍人として海軍中将（副提督）にまで昇進した父ジョアンヴィル公を尊敬していたピエールは、自身も海軍軍人になることを熱望し、家族もそれを後押しした。1861年、父はまだ16歳のピエールを士官候補生として受け入れてくれる士官学校がないか各国に打診した。米国大統領ジェームズ・ブキャナンの仲介のおかげで、ピエールはメリーランド州アナポリスの海軍兵学校への入学を許可された。父、従兄のパリ伯フィリップ及びシャルトル公ロベール（1863年ピエールの姉フランソワーズと結婚する）と一緒に米国に渡り、ピエールは1861年10月15日付で海軍兵学校に入学した。ちょうど南北戦争が1861年5月頃に始まっており、アナポリスは前線に近く、学校はロードアイランド州ニューポートに避難していたため、ピエールはニューポートのジ・アトランティック・ハウス・ホテル（the Atlantic House Hotel）に置かれた仮校舎で学んだ。2人の従兄、パリ伯とシャルトル公の兄弟は北軍に所属し、陸軍大尉の階級を与えられ、北軍の最高司令官ジョージ・マクレランの副官として数か月間従軍している。
兵学校卒業後、ピエールは1863年5月28日付で北軍海軍に名誉入隊し、ニューポートの海軍士官候補生の練習船であったコルベット艦「ジョン・アダムズ」に乗船し従軍した。この船は北軍による海上封鎖に参加し、サウスカロライナ州チャールストン港内のモリス島に停泊した。父や従兄たちは1862年7月7日に米国を出国したが、ピエールは軍務のため米国に残った。彼は「ジョン・アダムズ」船上で海軍少尉として扱われたが、実際にこの階級へ正式任官されることはなかった。フランスのメキシコ出兵の進展に伴いアメリカとフランスの二国間関係が冷却すると、ピエールは軍にいられなくなり、1864年5月30日付でやむなく米軍の軍籍を離れた。彼は翌月フランスに帰国した。
米海軍在籍中、ピエールは「ジョン・アダムズ」でメキシコ湾（アメリカ湾）航行中、マラリアに感染した。症状が重篤化した際、軍医が抗マラリア薬として使われていたキニーネの大量に投与したため、ピエールは生還したものの、大幅な聴力低下という副作用が起きた。難聴に悩んだピエールはうつ病を発病した。欧州への帰還後、ピエールは学問に熱中し、化学、植物学、天文学、機械工学などを学んだ。
1848年5月28日付で発せられた追放令のため、オルレアン家はフランス政府から遠ざけられていた。しかしピエールは父ジョアンヴィル公の助力で、太平洋を航行するポルトガル海軍の戦艦「バルトロメウ・ディアス」の当直として、2年間の海軍士官を務める許可をフランス政府から認められた。彼は1865年から1867年にかけ、遠縁で幼馴染みのリュドヴィック・ド・ボーヴォワール伯爵及びアルベール＝オーギュスト・フォーヴェルに付き添われ、商船に乗船し太平洋周航旅行を行った。3人はオーストラリア、ジャワ島、タイ、中国、日本及びカリフォルニアを旅した。フォーヴェルもボーヴォワールもその後いくつもの旅行記を出して紀行作家として有名になり、ピエールもまた多くの航海旅行を経験した。
1870年9月4日のフランス第二帝政崩壊に伴い、ピエールはフランスに帰国することが可能となり、フランス海軍に所属して普仏戦争末期の戦闘にささやかながら参加した（といっても主に陸戦であった）。フランス海軍には海軍少尉として任官し、ルノー提督の指揮する新造のフリゲート艦「ロセアン（L'Océan）」に乗船した。
ピエールは若い既婚女性アンジェリーク・ルベーグ（Angélique Lebesgue）と恋愛関係になり、彼女との間に2人の非嫡出子をもうけた。
- ジャンヌ・アンジェリーク・マリー・ルベーグ（1879年 - 1903年以後） - 1903年ジャン・ド・グーイ・ダルシ侯爵と結婚[17][18]
- ピエール・フェルナン・ウジェーヌ・ルベーグ（1881年 - 1962年） - 1941年イヴォンヌ・パトリジャンと結婚[19]

ルベーグはピエールとの2人目の子を産んですぐ亡くなり、ピエールは2人の非嫡出子をパリ市内のオスマン大通りとダンタン通り（現フランクリン・D・ローズヴェルト通りの交差地点に建つ棟続きの大きな邸宅で育てた。ルベーグとの交際はスキャンダルとして取り沙汰されたにもかかわらず、オルレアン家の人々はピエールを変わらず仲の良い親族として遇し、彼は姉シャルトル公爵夫人フランソワーズの邸宅をしばしば訪れていた。ピエールはまた狩猟好きで、一族が狩猟用城館として所有するアルク＝アン＝バロワ城周辺の森での狩りをよく楽しんだ。
1883年、旧王家の成員に関する新法施行に伴いピエールは海軍を除隊された。しかしこうした扱いを受けたにもかかわらず、ピエールは第一次世界大戦中にアルク＝アン＝バロワ城（1900年父から相続）をフランス陸軍に提供し、城はヴェルダンの戦い及びムーズ・アルゴンヌ攻勢で発生した大勢の負傷兵を収容する野戦病院として機能した。
ピエールは1919年に未婚で嫡出子を持たず死去した。亡骸はドルーのサン＝ルイ王室礼拝堂に安置された。彼は3人きょうだいで、妹は死産児（1849年10月30日生没）だったが、姉のフランソワーズは従兄のシャルトル公ロベールと結婚しており、2人の息子のギーズ公ジャンがピエールの相続人に指名され、アルク＝アン＝バロワ城を受け継いだ。ギーズ公ジャンは1926年オルレアン家の家督を継承し、その男系子孫が現在に至るまでオルレアン系フランス王位請求者の血統として続いている。

## 引用
1. ↑  (Imprimerie de Chassaignon 1845)
2. 1 2  (Affonso et al. 1961–1962, p. 249)
3. ↑  (Paoli 2006, pp. 75, 102, 170)
4. ↑  (Paoli 2006, p. 170)
5. 1 2  (Defrance 2007, pp. 204–205)
6. 1 2  (Barman 2002, pp. 56–57)
7. ↑  (Paoli 2006, p. 135)
8. 1 2  (Paoli 2006, pp. 139–140)
9. ↑  (Ameur 2011, p. 18)
10. ↑  (Guillon 1990, p. 222)
11. ↑  Callahan. “US Navy Officers: 1798–1900 -- "D"”. Officers of the Continental and U.S. Navy and Marine Corps: 1775-1900.  Washington, DC:  Naval Historical Center. 2014年5月30日閲覧。
12. 1 2 3 4  (Paoli 2006, p. 262)
13. ↑  (Paoli 2006, pp. 140, 262)
14. ↑  (de Beauvoir 1998, pp. 100–101)
15. ↑  (Defrance 2007, p. 228)
16. 1 2  (Paoli 2006, pp. 262–263)
17. ↑  (Sirjean 1963, p. 281)
18. 1 2  (Sirjean. 1963, p. 141)
19. ↑  (Manach 1988, p. 188)
20. ↑  (de Planta 2007)
21. 1 2  (Salens 2009)
22. ↑  (Manach 1988, p. 187)
23. ↑  (Manach 1988, pp. 39, 187)